# Traité américano-tunisien
Le premier traité américano-tunisien est conclu en 1797 entre les États-Unis et le beylicat de Tunis. 

## Traité original
Ce traité de paix et d'amitié, dont l'original est rédigé en turc ottoman et traduit en français, est signé à Tunis. Il fait suite à deux trêves : l'une conclue le 8 novembre 1795 par un esclave, James Leander Cathcart, proche du dey d'Alger dont il obtient la garantie, pour une durée de huit mois ; l'autre conclue autour du 15 juin 1796 entre le représentant américain à Tunis, Joseph-Étienne Famin, et Hammouda Pacha, bey de Tunis, pour une durée de six mois.
Si la date de la signature n'est pas précisée sur le document original, une lettre de Famin, datée du 2 septembre 1797, fournit la date du 28 août. Le document porte la signature de trois représentants de Tunis : Hammouda Pacha, Ibrahim Dey (dey de Tunis) et l'agha des janissaires Soliman.
En vis-à-vis du texte de quinze pages rédigées en turc ottoman se trouve la traduction française dont David Hunter Miller (en) attribue la paternité à Famin lui-même. Par ailleurs, plusieurs originaux du traité ont été rédigés et transmis à David Humphreys, ambassadeur américain à Madrid, et Joel Barlow, consul américain à Alger, pour approbation.

## Traité modifié
Soumis le 21 février 1798 au Sénat des États-Unis, sa ratification est approuvée par une résolution datée du 6 mars. Celle-ci demande toutefois qu'elle soit conditionnée à la suspension de l'article 14 concernant le paiement des droits de douane respectifs sur les marchandises ; le secrétaire d'État Timothy Pickering demande également que des modifications soient apportées aux articles 11 et 12.
Au terme des négociations, les trois articles sont modifiés selon une procédure inhabituelle : les feuillets où figurent les trois articles sont retirés et remplacés par de nouveaux feuillets comprenant les articles modifiés et les autres articles qui s'y trouvaient. La nouvelle version est envoyée aux représentants américains le 26 mars 1799 afin que la traduction française soit ajoutée ; les traductions restées incomplètes de l'article 8 sont également complétées. Une note d'approbation de William Eaton et Cathcart (rattaché à son service) complète le document. Hammouda Pacha joint par ailleurs une lettre en français adressée au président des États-Unis John Adams et datée du 30 avril : il y indique que si les munitions navales promises aux Tunisiens ne sont pas remises avant le 1er novembre de la même année, le traité serait déclaré nul et la trêve rompue.

## Ratification
Le document ainsi changé est présenté à nouveau au Sénat le 13 décembre. Une nouvelle résolution approuve les seuls articles changés le 24 décembre, ce qui est plutôt inhabituel selon Miller. Le traité est ratifié par  le président Adams le 10 janvier 1800 et remis au bey de Tunis le 27 mars, accompagné d'une lettre du président traduite en italien ; le souverain exprime alors sa satisfaction.
Il n'existe aucune trace d'une quelconque publication du traité dans sa traduction anglaise avant la parution du cinquième volume de The Laws of the United States en 1801 même si la première partie de celui-ci apparaît dans un document de 1800.

## Clauses
Alors que l'article premier déclare le principe d'une « paix perpétuelle et constante » et d'une « amitié durable » entre les États-Unis d'Amérique et la régence de Tunis, les diverses clauses du traité protègent les navires des deux pays contre tout arraisonnement arbitraire ou attaque de la partie adverse (art. 2, 3, 5, 6, 10 et 13) — notamment de la part des corsaires tunisiens actifs en mer Méditerranée — et réglemente les conditions en matière d'indentification des équipages et des bâtiments (art. 4 et 7), d'accueil réciproque dans les ports (art. 8 et 9), de liberté de commerce (art. 12 et 15) ou de fiscalité (art. 14 et 16).
La possibilité de nommer des consuls est également prévue (art. 17), tout comme des règles en matière d'endettement (art. 18), d'héritage (art. 19) et de justice (art. 20 à 22).